# Буонабитаколо
Буонабитаколо (итал. Buonabitacolo) — коммуна в Италии, располагается в регионе Кампания, в провинции Салерно.
Население составляет 2576 человек (на 2001 г.), плотность населения составляет 172 чел./км². Занимает площадь 15 км². Почтовый индекс — 84032. Телефонный код — 0975.
Покровителями коммуны почитаются Пресвятая Богородица и святой пророк Божий Илия, празднование 20 июля.